# Illinois (volk)

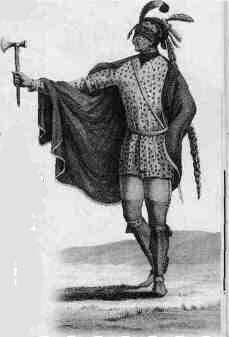
Kaskaskia Illinois

De Illinois, ook wel Illiniwek of Illini genoemd, vormden een groep van twaalf of dertien indiaanse stammen in het noorden van de vallei van de Mississippi in de Verenigde Staten. Deze stammen waren de Kaskaskia, Cahokia, Peoria, Tamaroa, Moingwena, Michigamea, Albiui, Amonokoa, Chepoussa, Chinkoa, Coiracoentanon, Espeminkia, Maroa, Matchinkoa, Michibousa, Negawichi, en Tapouara. Ze spraken dialecten van het Miami-Illinois, een Algonkische taal. Ten tijde van het eerste contact met Europeanen in de zeventiende eeuw werd hun aantal op een paar duizend geschat.

## Geschiedenis
Wat we nu weten van de Illinois is gebaseerd op de Relations des Jésuites de la Nouvelle-France, rapporten die door Franse jezuïtische missionarissen geschreven werden en naar hun superieuren in Frankrijk gestuurd werden.
De term Illinois is een verfransing van  /ilinwe/, een naam voor deze stammen uit de taal van de Ottawa. De Illinois noemden zichzelf Inoka. 
In 1673 kwamen de Illinois voor het eerst in contact met blanken. In de achttiende eeuw waren ze belangrijke bondgenoten van de Franse bonthandelaren en kolonisten die zich in hun nabijheid vestigden. Ze hadden toen al veel van hun oorspronkelijke macht en aantallen verloren. In de zeventiende eeuw bestonden de Illinois nog uit twaalf verschillende stammen, maar aan het einde van die eeuw leden ze onder een combinatie van besmettelijke ziekten uit Europa, waar ze geen weerstand tegen hadden, en aanvallen van de Irokezen uit het oosten, die op zoek waren naar nieuwe gronden om te jagen. Rond 1700 waren er daarom nog maar vijf stammen over, de Cahokia, Kaskaskia, Michigamea, Peoria en Tamaroa. De overige stammen waren verdwenen en opgegaan in andere stammen. In de 18e eeuw daalden hun aantallen nog verder. Toen in 1769 een krijger van de Peoria Chief Pontiac vermoorde, een opperhoofd van de Ottawa voerden noordelijke stammen vergeldingsaanvallen uit, ook ten koste van de Illinois. Velen verhuisden naar het oosten van het huidige Kansas om de druk van andere stammen en oprukkende Europese kolonisten te ontlopen. Ten gevolge van de Indian Removal Act werden de Illinois in de jaren 1830 verplaatst van Kansas naar het noordoosten van het huidige Oklahoma. Tegen die tijd waren alleen de Kaskaskia en de Peoria  nog over. Tegenwoordig wonen ze voornamelijk in Ottawa County, Oklahoma, als de Peoria Tribe of Indians of Oklahoma.

## Cultuur
De Illinois woonden een deel van het jaar in semi-permanente nederzettingen, waar ze mais, bonen en pompoen verbouwden, de zogenaamde Drie Zusters landbouwmethode. Ze verzamelden in het wild noten, fruit, wortels en knollen. Ook tapten ze sap van de esdoorn af, dat gebruikt werd om drank van te maken of gekookt om siroop en suiker te verkrijgen. In het jachtseizoen leefden de Illinois als nomaden en joegen op bizons, herten, elanden, beren, poema's, lynxen, kalkoenen, ganzen en eenden.